# کلایو استندن
کلایو جیمز استندن (به انگلیسی: Clive James Standen) (زادهٔ ۲۲ ژوئیه ۱۹۸۱)، یک هنرپیشه ایرلندی است که بیشتر برای ایفای نقش رولو در مجموعه تلویزیونی وایکینگ‌ها، سر گاوائین در مجموعه کملوت، آرچر در سریال رابین‌هود از شبکه بی‌بی‌سی یک و کارل هریس در مجموعه علمی تخیلی دکتر هو شناخته شده‌است.
او همچنین در فیلم سلام لندن و بیمار صفر بازی کرده‌است.